# 凯特琳·威利斯
凯特琳·威利斯（英語：Caitlin Willis，1982年12月18日—），澳大利亚女子田径运动员，主攻400米赛跑。她曾代表澳大利亚参加2006年英联邦运动会田径比赛，获得女子4×400米接力金牌。